# Ekomuseum Bergslagen

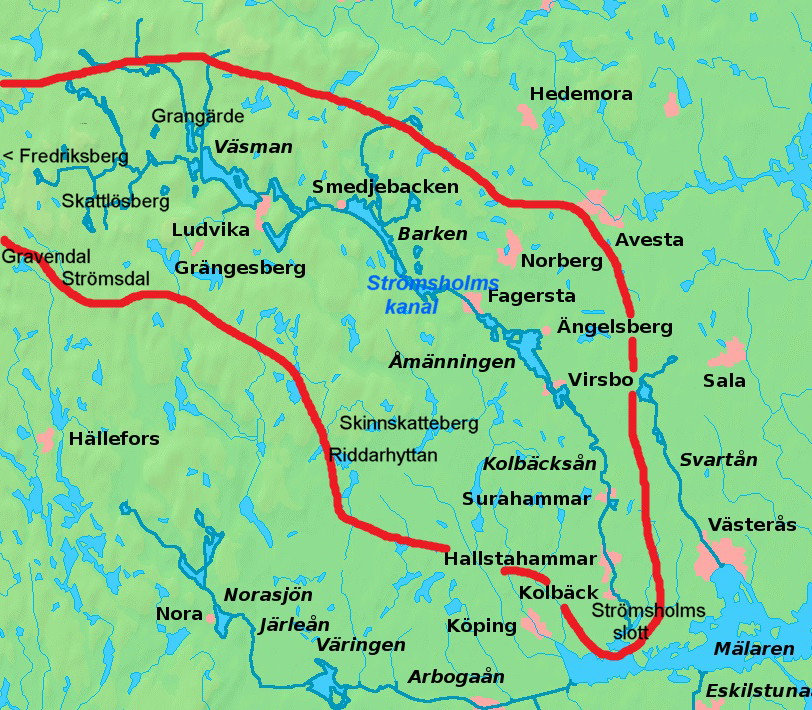
Ekomuseum Bergslagen, Karte.

Das Ekomuseum Bergslagen ist ein Freiluftmuseum im westlichen Teil des ehemaligen Bergbau- und Hüttengebietes Bergslagen in Mittelschweden. Das Museum, bestehend aus ungefähr 60 Besuchszielen, wurde 1986 versuchsweise eröffnet und ist heute das größte seiner Art weltweit. Das Museum ist ein Gemeinschaftsprojekt der Gemeinden Ludvika, Smedjebacken, Fagersta, Norberg, Skinnskatteberg, Surahammar und Hallstahammar. Zwei Provinzialmuseen in Dalarnas län und Västmanlands län beteiligen sich an dem Projekt. 1998 wurde das Ekomuseum Bergslagen als bestes industriehistorisches Museum in Europa mit dem Luigi Micheletti Award ausgezeichnet.

## Zielsetzung
Der gemeinsame Nenner für das Ekomuseum Bergslagen ist die Geschichte der Eisenproduktion in Mittelschweden mit besonderem Fokus auf die Arbeitssituation der Menschen und der technischen Entwicklung von Bergbau- und Hüttenbetrieben.  

## Das Gebiet
Das Gebiet umfasst eine Fläche von ungefähr 750 km² und erstreckt sich vom Mälaren im Süden bis hin in die Wälder der Gemeinde Ludvika im Norden, wo die Waldfinnen Holzkohle für die Hochöfen herstellten.  Wie ein roter Faden streckt sich die historische Wasserstraße, der Strömsholm-Kanal, durch das Gebiet. Mit 26 Schleusen überwindet der Kanal einen Höhenunterschied von 100 Metern und ermöglichte schwere Transporte von Smedjebacken zum Mälaren.

## Sehenswürdigkeiten

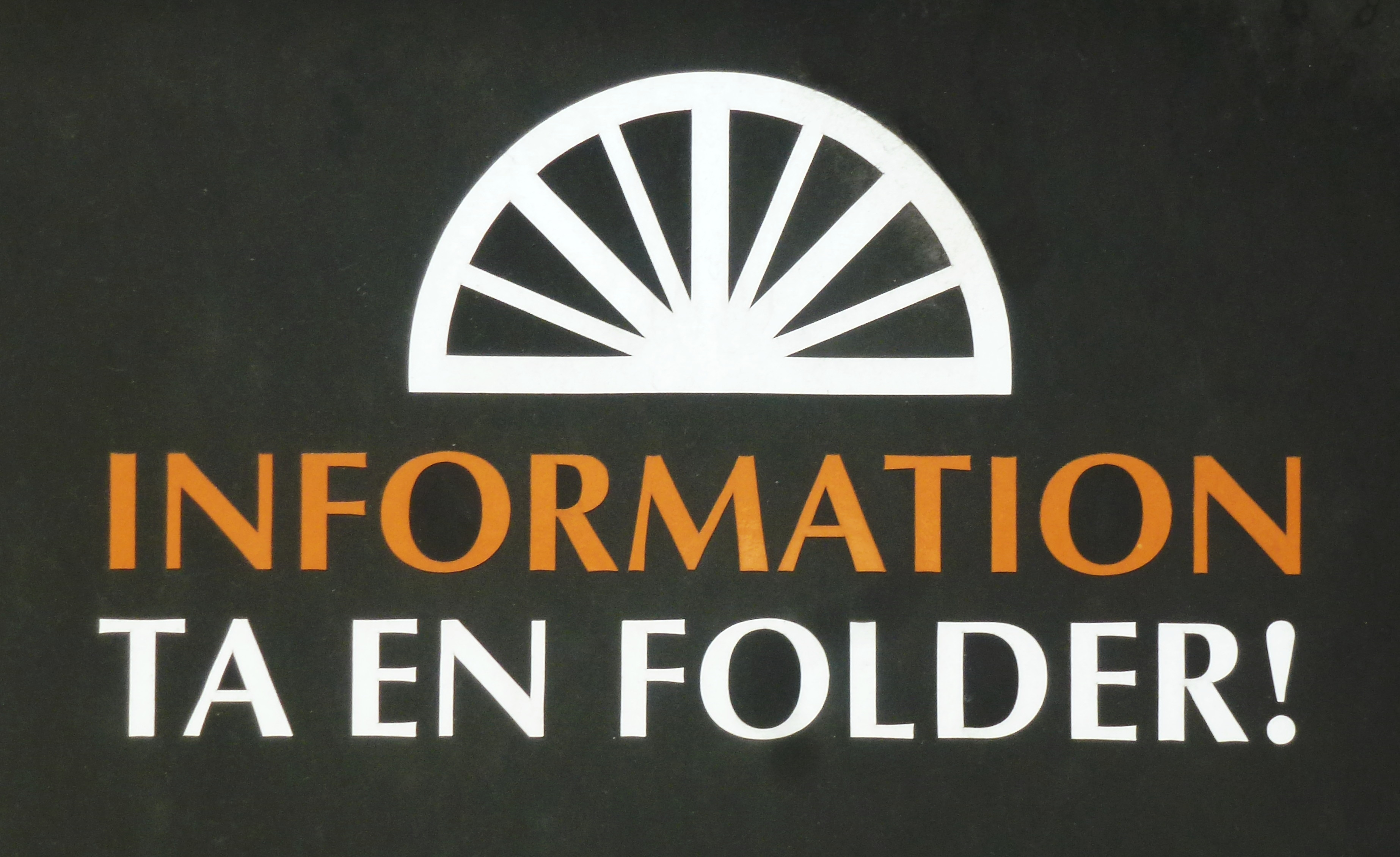
Museets Logo, ein Kunstrad.

Von den einst 400 Hochöfen und Eisenhütten in Bergslagen sind heute keine mehr in Betrieb, aber viele sind noch erhalten und gehören zu den Besuchszielen, wie beispielsweise das Engelsbergs bruk, das seit 1993 zum UNESCO-Welterbe zählt. Andere Sehenswürdigkeiten sind Klenshyttan, Flatenbergs hytta, Stollbergs gruva mit Schwedens reichstem Erzvorkommen und Lapphyttan in der Nähe von Norberg, deren Alter mit Hilfe der Radiokarbonmethode auf das 12. Jahrhundert datiert werden konnte. 
Im Ekomuseum kann man auch unterschiedliche Methoden der Energieüberführung studieren, beispielsweise das altertümliche  Polhemsrad bei Norberg, das mit Hilfe eines Kunstgestänges  ein Pumpwerk antrieb. So ist auch ein stilisiertes Kunstrad das Logo des Ekomuseum Bergslagen. Moderne Energieüberführung kann man im Wasserkraftwerk von Trångfors bei Hallstahammar sehen. Das Kraftwerk wurde 1899 fertiggestellt, war mit seiner ursprünglichen technischen Ausrüstung bis 1990 in Betrieb und ist nunmehr ein Museum.
Die Arbeitssituation der Hütten- und Grubenarbeiter sowie der Köhler illustrieren gut erhaltene Bergmannshöfe und -dörfer und die einfachen Siedlungen der Waldfinnen. In Grängesberg und Ludvika gibt es komplett eingerichtete Museumswohnungen.
Die unterschiedlichen Transportwege der fertigen Produkte, die hauptsächlich mach Stockholm und das Ostseegebiet verfrachtet wurden,  werden durch den Strömsholm-Kanal  beschrieben und den Hafen in Smedjebacken,  und später, als der Kanal an Bedeutung verlor, durch verschiedene Eisenbahnstrecken, beispielsweise die Bahnstrecke Köping–Uttersberg–Riddarhyttan. Rollendes Material kann man im Eisenbahnmuseum Grängesberg oder im Lokschuppen von Smedjebacken sehen. Den südlichen Abschluss bildet das Schloss Strömsholm.

## Bilder

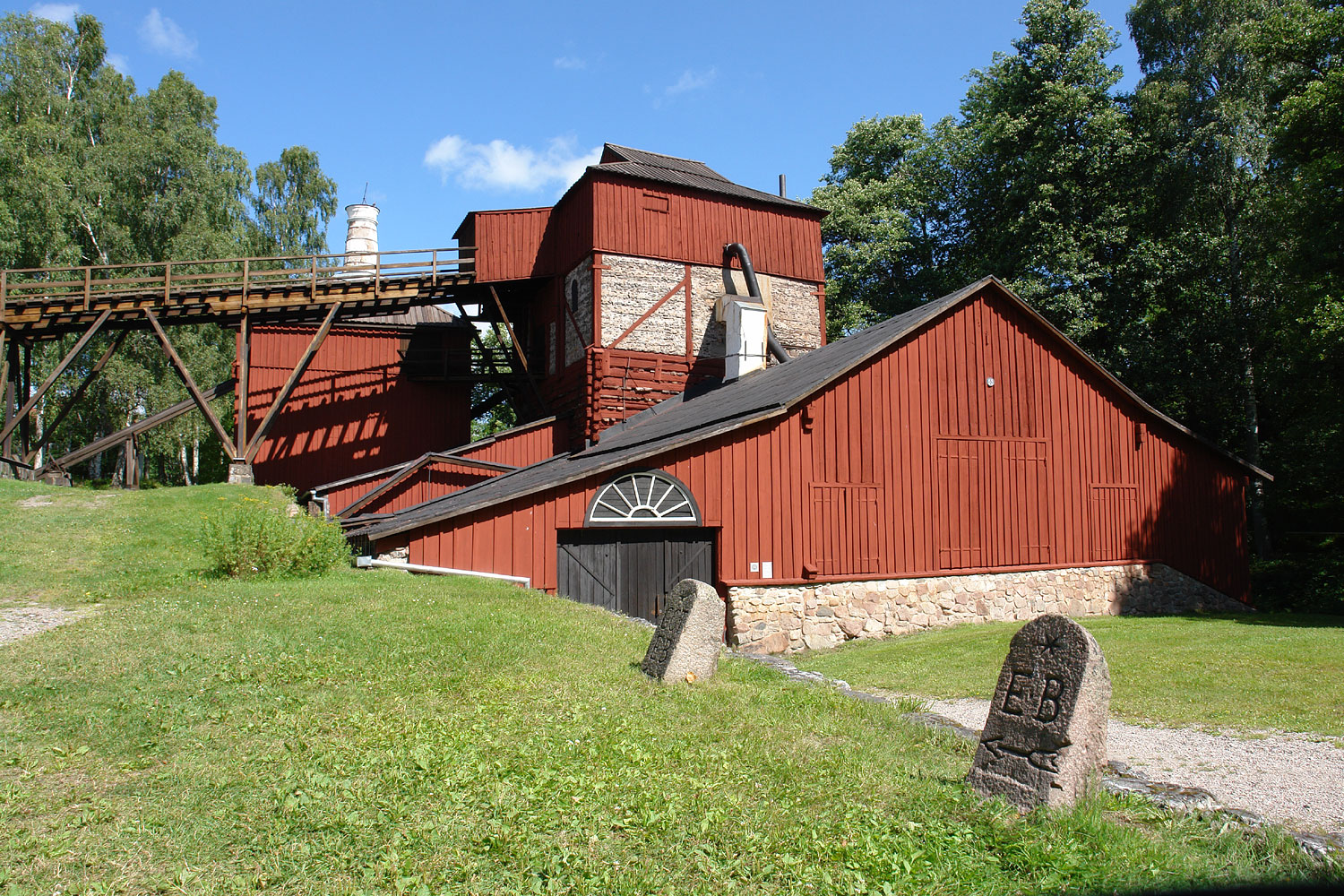
Engelsbergs bruk
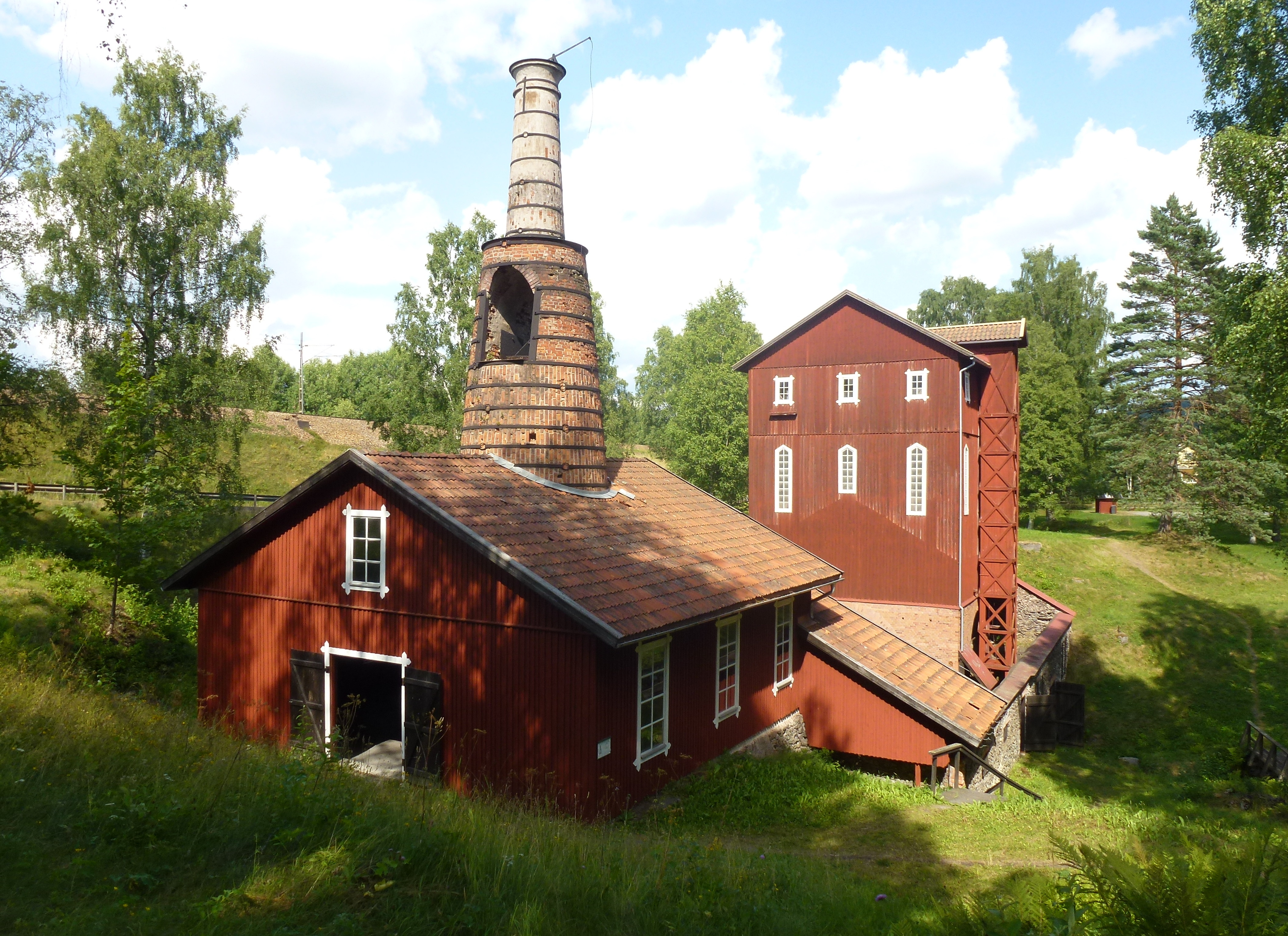
Klenshyttan
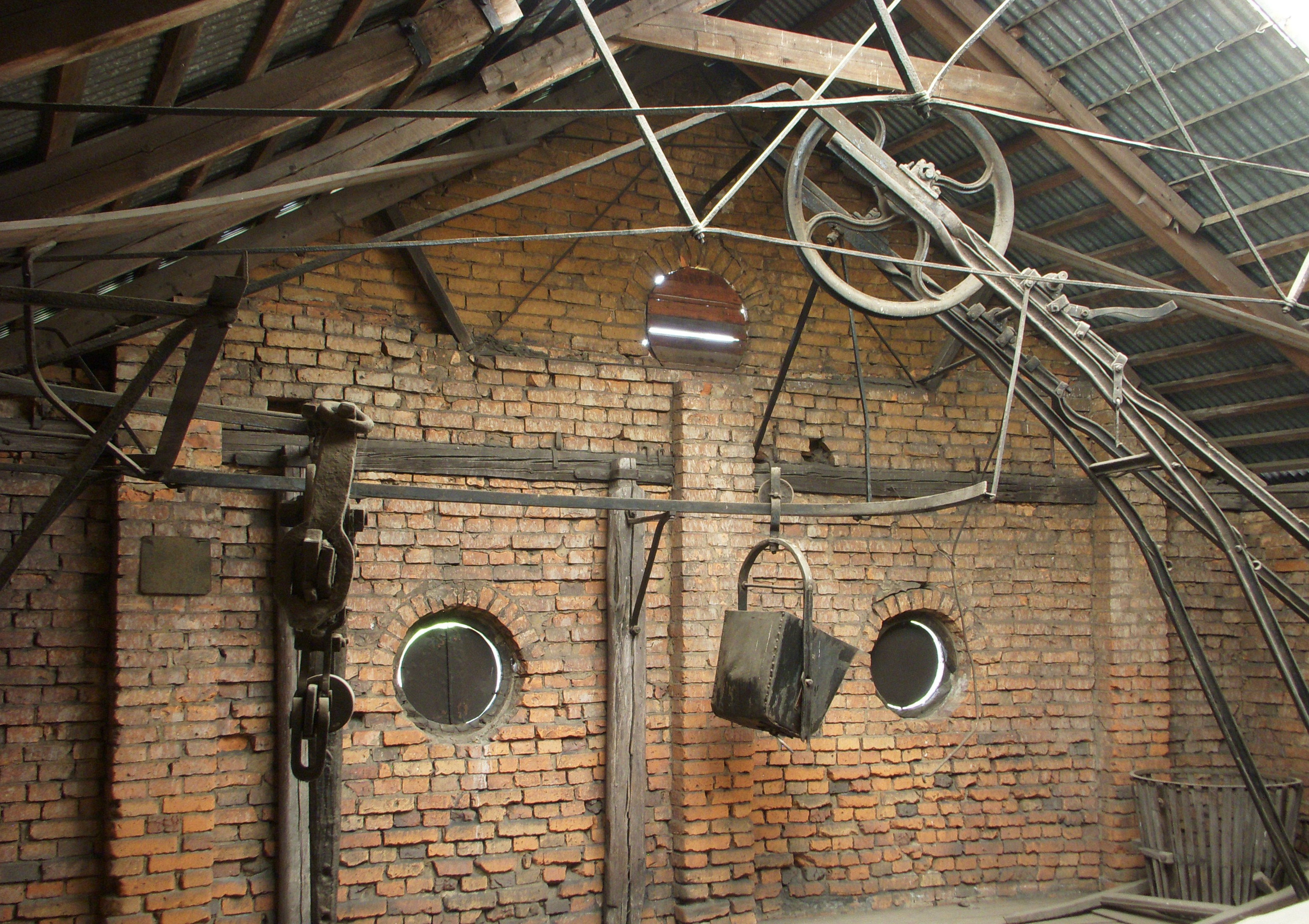
Flatenbergs hytta
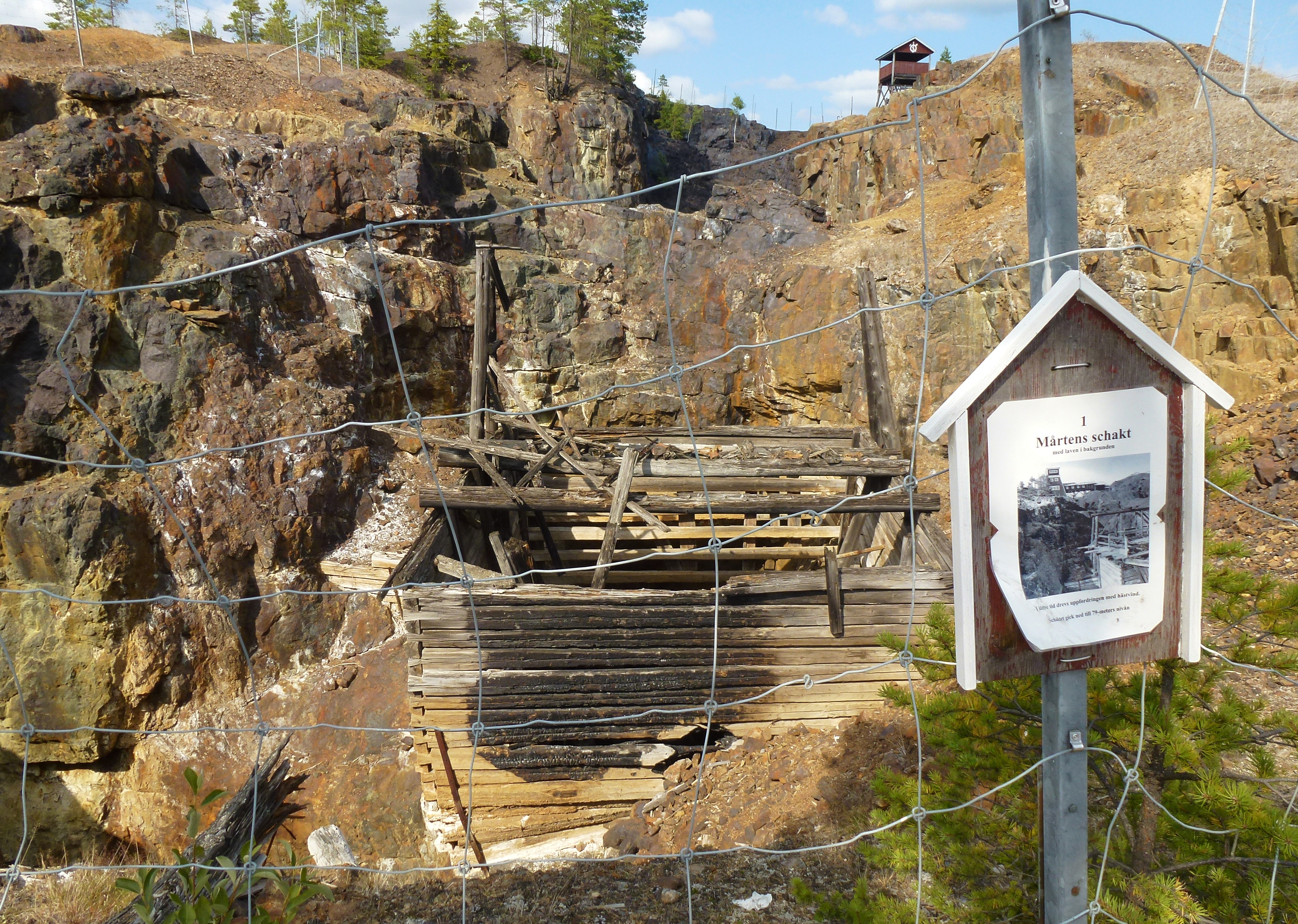
Stollbergs gruva
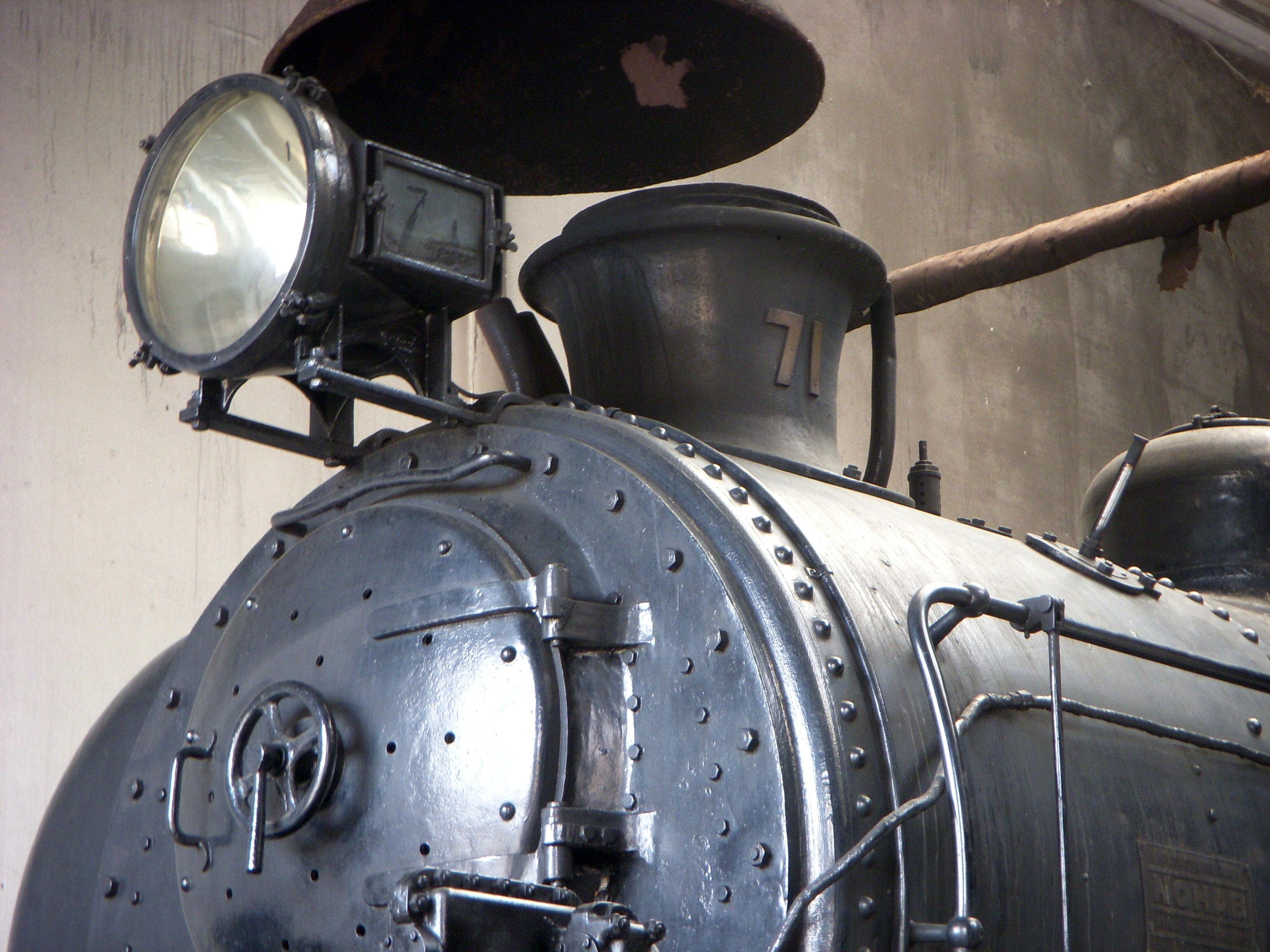
Eisenbahnmuseum Grängesberg
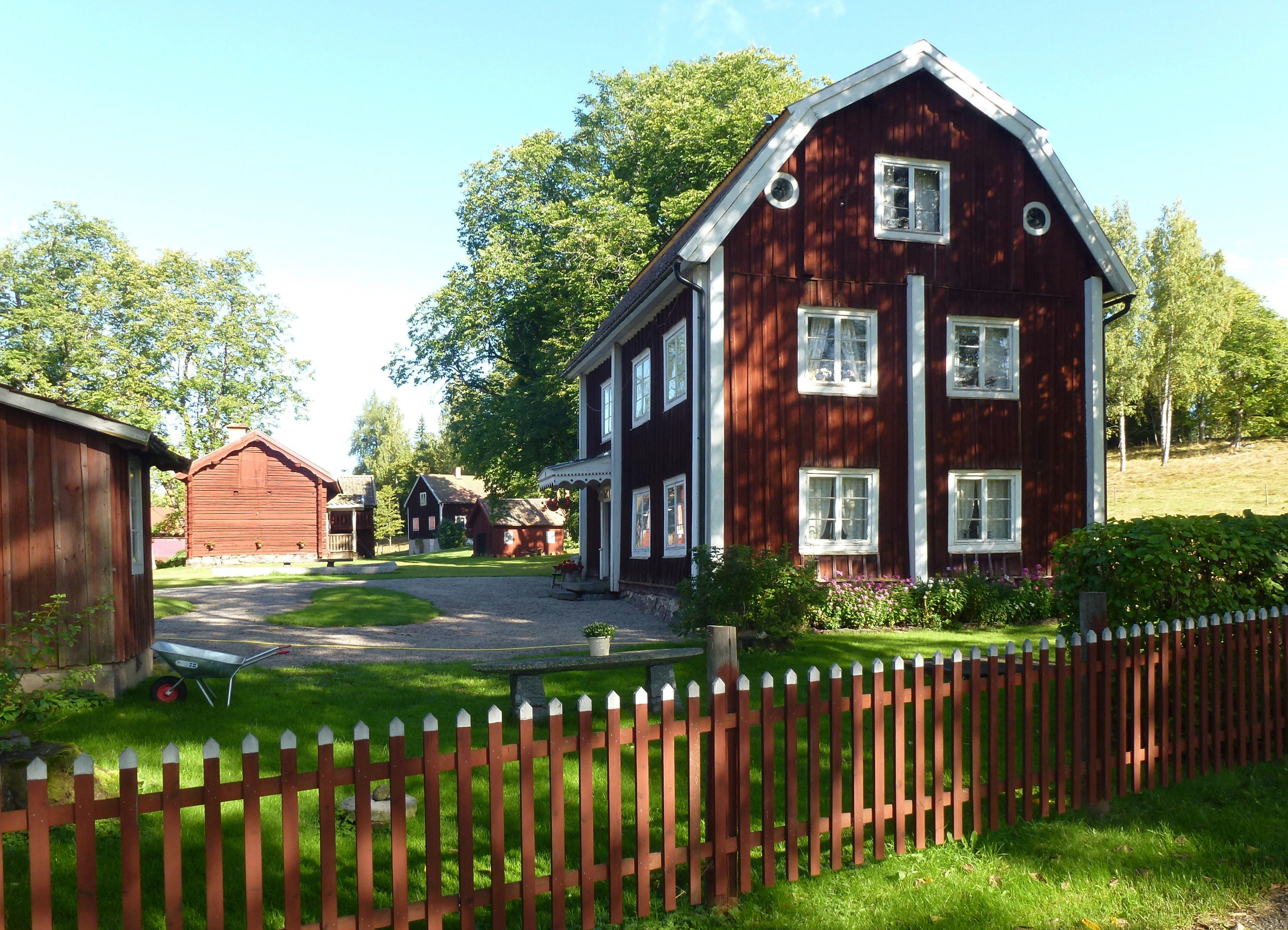
Bergmannsdorf Bråfors
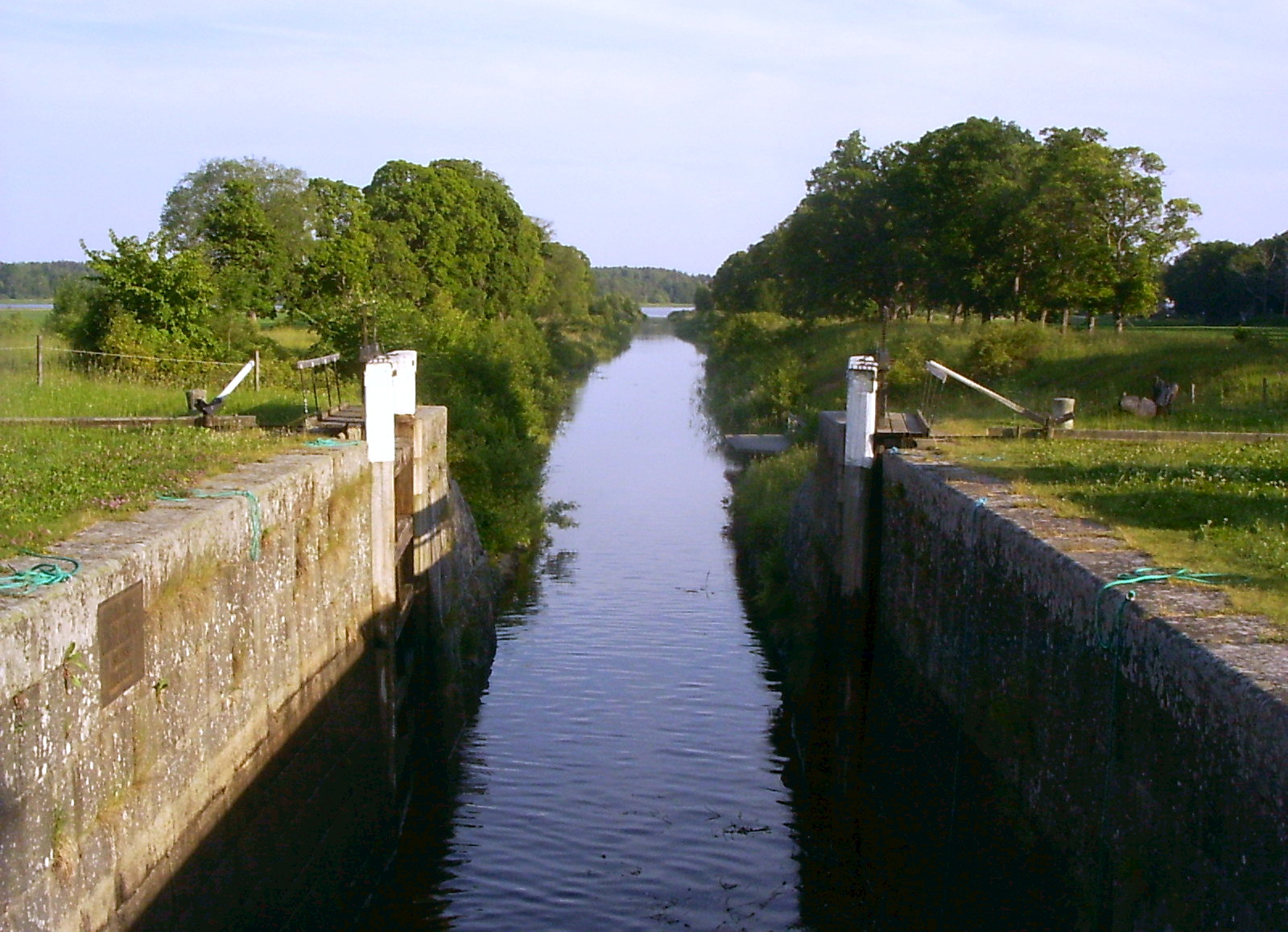
Strömsholm-Kanal
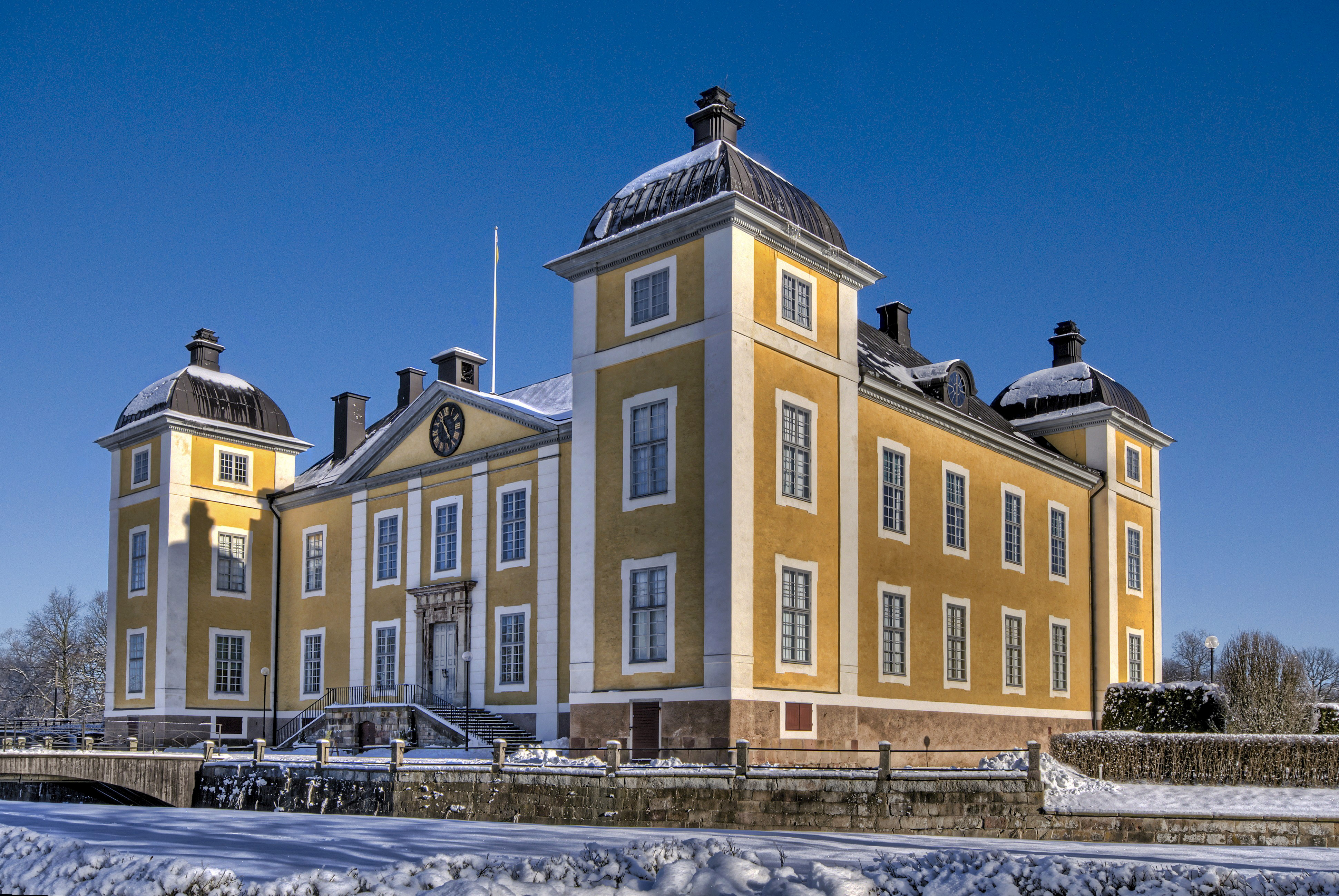
Schloss Strömsholm